# Кокс, Лайонел
Лайонел Мэлвин Кокс (англ. Lionel Malvyne Cox ; 26 февраля 1930, Брисбен, Австралия — 9 марта 2010, Сидней, Австралия) — австралийский трековый велогонщик, олимпийский чемпион Игр в Хельсинки (1952).
В 1948 году выиграл спринтерский чемпионат штата Новый Южный Уэльс и был четвёртым на австралийском первенстве. В 1949 году уступил в финале австралийского чемпионата по спринту Расселлу Мокриджу. В сезоне в 1950/51 стал победителем в гонке на время на милю и был третьим на спринтерском чемпионате.
Чемпион Олимпийских игр 1952 года в Хельсинки в гонках на тандемах с Расселлом Мокриджем, серебряный призёр в спринтерской гонке.
Был третьим на спринтерском Гран-при в Париже в 1953 и 1955 гг.